# Enlace Chile
Enlace Chile (Enlace Chile Televisión) es un canal de televisión abierta chileno de origen costarricense que fue lanzado en 1997 desde la comuna de La Reina, para la predicación de la teología o evangelio de la prosperidad. Sus oficinas se encuentran en Agustinas 853, Oficina 507, Santiago Centro.

## Historia
En marzo de 1998, el Consejo Nacional de Televisión autorizó a Enlace Chile emitir por señal abierta en el canal 50 UHF. Las primeras emisiones del canal son de 12 horas diarias, las que perduran hasta mayo de 2002. En ese entonces, empieza a emitir para toda la Región Metropolitana las 24 horas del día. 
En 2015, extienden su señal a toda la capital gracias a una antena instalada en el Cerro San Cristóbal aquel año
En octubre de 2017, Enlace Chile anunció que lanzará una señal en alta definición por la TDT para la Región Metropolitana a través del canal virtual 35.1, mientras que seguiría emitiendo de forma analógica en el canal 50 UHF a 1Kw de potencia.
El 20 de noviembre de 2017, Enlace empezó a operar su propia señal HD como señal principal y agregó subcanales a su mux, las cuales eran EJTV (Enlace Joven). El 5 de enero de 2018, el canal se traslada al canal virtual 15.1 en el Gran Santiago, 15.2 Corporación TV (de la Iglesia CTUE y Radio Corporación) y 15.3 Nuevos Comienzos TV (del Centro Cristiano Internacional, CCINT e Inicia Radio FM). A Inicios de 2024, Modifica su mux, quedando a señal 15.1 para el Canal 15.1 BPB (de la Iglesia Bendecidos Para Bendecir), 15.2 para Enlace, y sumando en la señal 15.4 a Fortaleza TV (de la Iglesia Fortaleza de Cristo), Manteniendo a Nuevos Comienzos TV en el 15.3, y eliminando a Corporación TV.

## Eslóganes
- 1997-1998: Un canal con altura
- 1999-2019: Una imagen que viene de lo alto
- 2006-2008: Nuestro canal, nuestra religión, nuestro país
- 2008-2009: La televisión cristiana
- 2020-presente: Una imagen de lo alto